# Championnat du monde de hockey sur glace 1983
Navigation
Finlande 1982 Tchécoslovaquie 1985
Le quarante-neuvième championnat du monde de hockey sur glace eu lieu à Düsseldorf, Dortmund et Munich en Allemagne du 16 avril au 2 mai.

## Mondial A
|        | Équipe               | PJ | V | N | D | BP | BC | Pts |
| ------ | -------------------- | -- | - | - | - | -- | -- | --- |
| Or     | Union soviétique     | 10 | 9 | 0 | 1 | 54 | 10 | 19  |
| Argent | Tchécoslovaquie      | 10 | 6 | 2 | 2 | 40 | 21 | 14  |
| Bronze | Canada               | 10 | 6 | 4 | 0 | 35 | 30 | 12  |
| 4      | Suède                | 10 | 4 | 5 | 1 | 28 | 32 | 9   |
| 5      | Allemagne de l'Ouest | 10 | 5 | 4 | 1 | 31 | 34 | 11  |
| 6      | Allemagne de l'Est   | 10 | 3 | 7 | 0 | 29 | 40 | 6   |
| 7      | Finlande             | 10 | 2 | 6 | 2 | 30 | 40 | 6   |
| 8      | Italie               | 10 | 1 | 8 | 1 | 16 | 56 | 3   |

L'Italie est reléguée dans le Mondial B pour le championnat de 1985.

### Effectif vainqueur
| Place | Pays             | Joueurs |
| ----- | ---------------- | --- |
| 1     | Union soviétique | Vladislav Tretiak, Vladimir Mychkine, Sergueï Babinov, Zinetoula Bilialetdinov, Irek Guimaïev, Vladimir Zoubkov, Alekseï Kassatonov, Vassili Pervoukhine, Sergueï Starikov, Viatcheslav Fetissov, Helmuts Balderis, Viatcheslav Bykov, Andreï Khomoutov, Mikhaïl Vassiliev, Viktor Jlouktov, Sergueï Kapoustine, Vladimir Kroutov, Igor Larionov, Sergueï Mikhaïlovitch Makarov, Aleksandr Maltsev, Sergueï Chepelev, Aleksandr Skvortsov |

## Mondial B
|    | Équipe      | PJ | V | N | D | BP | BC | Pts |
| -- | ----------- | -- | - | - | - | -- | -- | --- |
| 9  | États-Unis  | 7  | 6 | 0 | 1 | 53 | 14 | 13  |
| 10 | Pologne     | 7  | 5 | 1 | 1 | 43 | 19 | 11  |
| 11 | Autriche    | 7  | 3 | 0 | 4 | 41 | 27 | 10  |
| 12 | Norvège     | 7  | 4 | 3 | 0 | 29 | 28 | 8   |
| 13 | Japon       | 7  | 2 | 3 | 2 | 23 | 31 | 6   |
| 14 | Suisse      | 7  | 1 | 4 | 2 | 25 | 35 | 4   |
| 15 | Roumanie    | 7  | 1 | 5 | 1 | 20 | 48 | 3   |
| 16 | Yougoslavie | 7  | 0 | 6 | 1 | 18 | 50 | 1   |

Les États-Unis rejoignent le Mondial A pour le championnat de 1985. La Roumanie et la Yougoslavie sont relégués dans le Mondial C.

## Mondial C
|    | Équipe        | PJ | V | N | D | BP | BC | Pts |
| -- | ------------- | -- | - | - | - | -- | -- | --- |
| 17 | Pays-Bas      | 7  | 7 | 0 | 0 | 78 | 11 | 14  |
| 18 | Hongrie       | 7  | 5 | 2 | 0 | 50 | 25 | 10  |
| 19 | Chine         | 7  | 4 | 2 | 1 | 28 | 23 | 9   |
| 20 | Danemark      | 7  | 4 | 3 | 0 | 24 | 26 | 8   |
| 21 | France        | 7  | 3 | 3 | 1 | 41 | 25 | 7   |
| 22 | Bulgarie      | 7  | 1 | 5 | 1 | 20 | 36 | 3   |
| 23 | Espagne       | 7  | 1 | 5 | 1 | 17 | 55 | 3   |
| 24 | Corée du Nord | 7  | 1 | 6 | 0 | 15 | 72 | 2   |

Les Pays-Bas et la Hongrie rejoignent le Mondial B pour le championnat de 1985. .